# Copa Colsanitas 2025
Copa Colsanitas 2025 a fost un turneu de tenis feminin care s-a jucat pe terenuri cu zgură. A fost cea de-a 27-a ediție și a făcut parte din categoria WTA 250 a Circuitul WTA 2025. A avut loc la Country Club din Bogotá, Columbia, în perioada 31 martie–6 aprilie 2025.

## Campioni

### Simplu
Pentru mai multe informații consultați Copa Colsanitas 2025 – Simplu

### Dublu
Pentru mai multe informații consultați Copa Colsanitas 2025 – Dublu

## Puncte și premii în bani

### Distribuția punctelor
| Probă  | C   | F   | SF | QF | Runda 2 | Runda 1 | Q   | Q2  | Q1  |
| Simplu | 250 | 163 | 98 | 54 | 30      | 1       | 18  | 12  | 1   |
| Dublu  | 250 | 163 | 98 | 54 | 1       | N/A     | N/A | N/A | N/A |

### Premii în bani
| Probă           | C        | F        | SF       | QF      | R16     | R32     | Q2      | Q1      |
| Simplu feminin  | 36.300 $ | 21.484 $ | 11.970 $ | 6.815 $ | 4.160 $ | 2.975 $ | 2.200 $ | 1.420 $ |
| Dublu feminin * | 13.200 $ | 7.430 $  | 4.260 $  | 2.540 $ | 1.960 $ | N/A     | N/A     | N/A     |

*per echipă